# (2933) Amber
(2933) Amber es un asteroide que forma parte del cinturón de asteroides y fue descubierto el 18 de abril de 1983 por Norman G. Thomas desde la estación Anderson Mesa, en Flagstaff, Estados Unidos.

## Designación y nombre
Amber recibió al principio la designación de 1983 HN.
Más tarde se nombró en honor de Amber Marie Baltutis, nieta del descubridor.

## Características orbitales
Amber orbita a una distancia media de 2,608 ua del Sol, pudiendo alejarse hasta 2,732 ua y acercarse hasta 2,485 ua. Tiene una inclinación orbital de 7,218° y una excentricidad de 0,04747. Emplea en completar una órbita alrededor del Sol 1539 días.